# Paris (Schiff, 1921)
Die Paris war ein 1921 in Dienst gestellter Transatlantik-Passagierdampfer der französischen Reederei Compagnie Générale Transatlantique (CGT), der Passagiere, Fracht und Post von Le Havre über den Nordatlantik nach New York beförderte. Sie war bei ihrer Indienststellung das größte Passagierschiff unter französischer Flagge. Am 19. April 1939 brannte sie am Landungssteg in Le Havre aus und sank im Hafenbecken. Erst nach Kriegsende wurde das Wrack verschrottet.

## Das Schiff

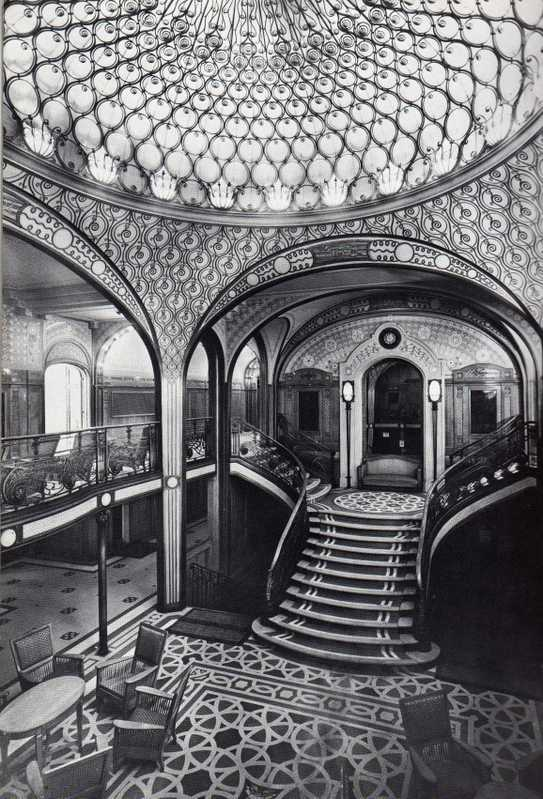
Das kuppelgekrönte Jugendstil-Treppenhaus der Ersten Klasse

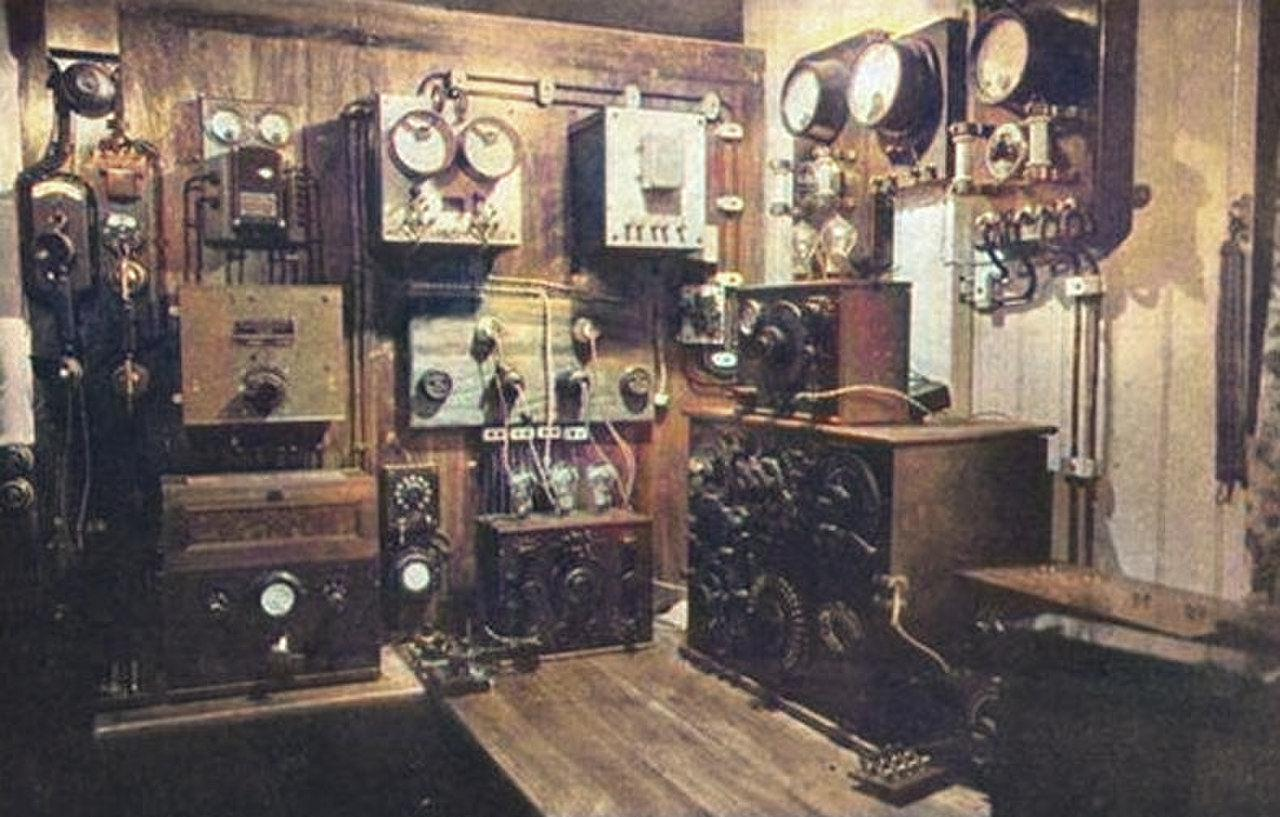
Der Funkraum der Paris

Nachdem 1912 der Ozeandampfer France in Dienst gestellt worden war und sich als sehr populär bei der Kundschaft erwiesen hatte, wollte die Compagnie Générale Transatlantique an diesen Erfolg anknüpfen und bestellte bei der Schiffswerft Chantiers de Penhoët in Saint-Nazaire einen weiteren Neubau, der noch größer und luxuriöser sein sollte als sein Vorgänger. Bereits 1913 wurde in Penhoët der Kiel des neuen Schiffs gelegt, das auf den Namen Paris getauft werden sollte.
Durch den Ausbruch des Ersten Weltkriegs verzögerten sich die Bauarbeiten jedoch. Am 12. September 1916 wurde das unfertige Schiff eilig vom Stapel gelassen, um Platz für den Bau von kriegswichtigeren Schiffen zu machen. Es wurde zur Quiberon Bay an der Biskaya geschleppt, aber die Arbeiten an dem Schiff wurden erst im Jahr 1919 wieder aufgenommen. Zwei Jahre später, am 5. Juni 1921, wurde die Paris schließlich fertiggestellt.
Wie bei der France standen auch bei der Paris nicht die Geschwindigkeit und die Wettbewerbsfähigkeit im Ringen um das Blaue Band im Vordergrund. Es wurde mehr Wert auf luxuriöse Ausstattung und Komfort gelegt. In den Aufenthaltsräumen und Kabinen herrschten neben den traditionellen prachtvolleren Stilrichtungen der Jahrhundertwende auch Art déco und Jugendstil vor. Für das Interieur war der französische Innenarchitekt und Designer Georges Rémon (1889–1963) verantwortlich, der auf vielen CGT-Schiffen die Inneneinrichtung gestaltete.
Viele der Kabinen hatten rechteckige Fenster statt Bullaugen, was für mehr Helligkeit in den Räumen sorgte. In der Ersten Klasse war jede Kabine mit einem Telefon ausgestattet, was zu dieser Zeit noch kein Standard war. In einem angrenzenden Raum konnte zudem ein Dienstbote untergebracht werden. Der Speisesaal der Ersten Klasse reichte über drei Decks und wurde von einem weitläufigen Oberlicht gekrönt, um Tageslicht hereinzulassen. An Bord war Platz für 1930 Passagiere, davon 560 in der Ersten, 530 in der Zweiten und 840 in der Dritten Klasse.
Mit einer Höchstgeschwindigkeit von 21,8 Knoten war sie langsamer als die France, aber mit einem Rauminhalt von 34.569 BRT war sie das bis dahin größte Schiff unter französischer Flagge (erst sechs Jahre später wurde sie von der Île de France (42.050 BRT) übertroffen). Das 232,96 Meter lange und 26 Meter breite Schiff hatte zwei Masten, drei Schornsteine und wurde mit Parsons-Turbinen angetrieben, die auf vier Propeller wirkten und 45.000 PS leisteten. Die Turbinen wurden mit Kraftstoff und nicht mehr, wie vor dem Krieg, mit Kohle befeuert. Im Gegensatz zur France, die bekannt dafür war, auch bei ruhiger See zu rollen, hatte die Paris dieses Problem nicht.

## Dienstzeit
Am 15. Juni 1921 lief die Paris in Le Havre zu ihrer Jungfernfahrt nach New York aus. Die frühen Jahre ihrer Dienstzeit verliefen ohne Zwischenfälle und die CGT erlebte durch die France, die Paris und die Île-de-France in den 1920er Jahren sehr profitable Zeiten. Am 21. September 1921 legte die Paris mit General John J. Pershing an Bord in Le Havre ab und am 22. Oktober 1921 fuhr Marschall Ferdinand Foch an Bord des Schiffs nach New York.
Im Oktober 1927 stieß die Paris auf dem Weg nach New York mit dem norwegischen Frachtschiff Bessegen zusammen, welches daraufhin unterging. 12 Besatzungsmitglieder der Bessegen kamen dabei ums Leben. Im April 1929 lief die Paris bei Brooklyn auf Grund, wurde aber nicht beschädigt. Anfangs zu Hilfe gerufene Schlepper konnten das Schiff nicht flott machen; erst nachdem die Passagiere und ein Teil der Ladung von Bord gebracht worden waren, gelang das Freischwimmen. Nur vier Monate später aber, am 19. August 1929, erlitt das Schiff durch einen Brand an Bord am Landungsplatz in Le Havre enormen Schaden. Fast die gesamten Passagierareale wurden durch das Feuer zerstört. Das Schiff wurde jedoch als noch zu neu betrachtet, um zum Abbruch verkauft zu werden. Die Reparaturen dauerten fast ein halbes Jahr. Am 15. Januar 1930 war die Paris zurück auf der Route Le Havre–Plymouth–New York.
Während der Zeit der Prohibition in den Vereinigten Staaten waren die Paris und andere französische Ozeandampfer vor allem bei US-amerikanischen Passagieren beliebt, da an Bord alkoholische Getränke ausgeschenkt werden durften.
Im Mai 1932 wurden die Passagierklassen auf Erste Klasse, Touristenklasse und Dritte Klasse umgestellt. In den 1930er Jahren wurde die Paris vermehrt für Kreuzfahrten verwendet, so zum Beispiel im Herbst 1931 von New York über die Bermudas nach Halifax gefolgt von drei Fahrten von New York ins Mittelmeer 1932. Ab dem 17. Mai 1938 ersetzte sie die Lafayette, die zwei Wochen zuvor im Trockendock in Le Havre ausgebrannt war.

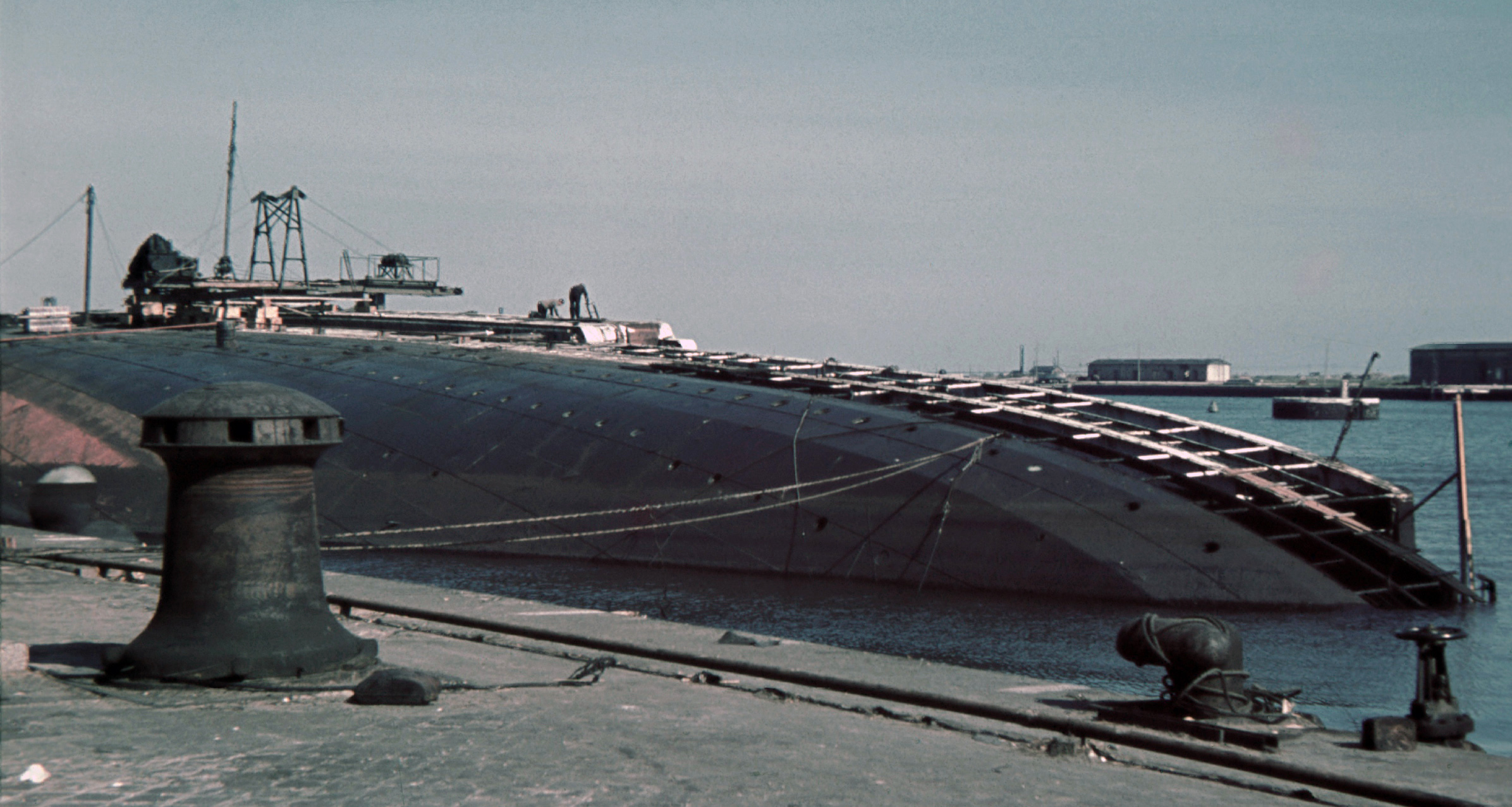
Wrack der Paris 1941 in Le Havre

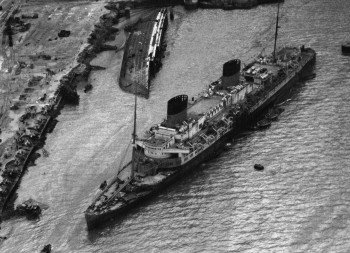
Die Liberté (ex-Europa) sank auf ebenem Kiel nach der Kollision mit dem Wrack der Paris (Dezember 1946)

## Der Brand
Weniger als ein Jahr später fiel die Paris, die nun nach der Île de France und der Normandie immerhin noch das drittgrößte Schiff in der CGT-Flotte war, selbst einem verheerenden Brand zum Opfer. Am 18. April 1939, als der Dampfer an der Reede in Le Havre lag, brach gegen 22.00 Uhr abends in der Bordbäckerei auf dem A-Deck aus bis heute ungeklärten Umständen ein Feuer aus, das in kürzester Zeit das ganze Schiff erfasste. Der Brand breitete sich so schnell aus, dass keine Zeit mehr war, die Paris aus dem Dock zu schleppen. Fünf Stunden nach Ausbruch des Feuers brannten die Kabinen auf der gesamten Länge des Promenadendecks.
Zu dem Zeitpunkt befanden sich wertvolle Kunstschätze an Bord, die nach New York gebracht werden sollten. Diese konnten nur knapp gerettet und auf die Champlain, einen anderen CGT-Atlantikliner, verladen werden. Wie 1942 im Fall der brennenden Normandie wurde auch in den Rumpf der Paris zu viel Löschwasser gepumpt. Aufgrund der geschlossenen wasserdichten Türen konnte das Wasser nicht in die unteren Bereiche des Rumpfs eindringen, sodass der Ozeanriese kopflastig wurde und um 09.15 Uhr am folgenden Tag nach Backbord kenterte. Es gab keinen Personenschaden, aber das Schiff war ein Totalverlust.
Die Paris sank so ungünstig im flachen Hafenbecken, dass sie nicht mehr aufgerichtet werden konnte. Ihre aus dem Wasser aufragenden Schornsteine und Masten verhinderten, dass die Normandie, die sich während des Brands in unmittelbarer Nähe befand, ihr Dock verlassen konnte. Zwei Tage nach dem Feuer wurden die Schornsteine und die Masten abgetrennt, um die Normandie zu befreien.
Die Paris lag während der gesamten Dauer des Zweiten Weltkriegs im Hafen von Le Havre auf ihrer Backbordseite. Im Dezember 1946 riss sich der ehemalige NDL-Dampfer Europa, der nach Kriegsende als Reparationsleistung nach Frankreich gekommen war und nun unter dem Namen Liberté im Nachbardock lag, im Sturm los, kollidierte mit dem Wrack der Paris und sank auf ebenem Kiel ein. Erst im April 1947 wurde die Liberté gehoben und wieder instand gesetzt. Im selben Jahr wurde die Paris nach acht Jahren im Schlamm des Hafenbeckens schließlich verschrottet.